# 小行星2105
小行星2105（2105 Gudy）是一颗围绕太阳公转的小行星。1976年2月29日，漢斯-埃米爾·舒斯特在拉西拉天文台发现了此天体。
該小行星以舒斯特的朋友古德隆·沃納（Gudrun Werner）命名。
这颗小行星的绝对星等为155.9354954849798等。